# Канесе, Аркимедес
Аркимедес Томас Джино Канезе Пресьозо (исп. Arquímedes Tomás Gino Canese Prezioso; 18 сентября 1920, Асунсьон — 6 мая 2008, Асунсьон) — парагвайский биолог и литератор.
Родился в семье итальянских иммигрантов. Получил медицинское образование и до гражданской войны 1947 года работал врачом. Затем перешёл на научную работу, занимался микробиологией и паразитологией. Более 30 лет возглавлял кафедру бактериологии и паразитологии медицинского факультета Национального университета Асунсьона, затем был первым руководителем кафедры микробиологии отделения Католического университета Чили в Вильяррике.
Главный редактор «Парагвайского микробиологического журнала» (исп. Revista paraguaya de microbiología). Автор «Учебника по микробиологии и медицинской паразитологии» (исп. Microbiología y Parasitología Médica), выдержавшего шесть изданий. Приоритетной темой собственных исследований Канезе была болезнь Шагаса.
В последнее десятилетие жизни занимался литературной деятельностью, литературные произведения публиковал под именем Джино Канезе (Хино Канесе, исп. Gino Canese). Наиболее известен как автор биографической книги о первом парагвайском диктаторе Хосе Гаспаре Франсии, получившей название по неформальному титулу Франсии «Великий правитель» (гуар. Karaí Guasú; 2004). Опубликовал также книгу воспоминаний о детстве «Как прекрасна была моя земля» (исп. Qué Linda Era Mi Tierra).
Жена — лингвист Наталия Кривошеин; совместной работой супругов стал справочник «Язык гуарани для употребления в медицине» (исп. Guaraní par uso médico). Дочь — Марта Канесе Кривошеин (род. 1953), художница. Сыновья — поэт и биолог Хорхе Канесе и политик Рикардо Канесе Кривошеин.